# Leptodactylus bokermanni
Leptodactylus bokermanni är en groddjursart som beskrevs av Heyer 1973. Leptodactylus bokermanni ingår i släktet Leptodactylus och familjen tandpaddor. IUCN kategoriserar arten globalt som livskraftig. Inga underarter finns listade i Catalogue of Life.